# Portal (wydawnictwo)
Wydawnictwo Portal, także Portal Games – wydawnictwo gier fabularnych i planszowych założone w 1999 roku w Gliwicach przez Ignacego Trzewiczka i Rafała Główkę. 
Początkowo wydawało czasopismo Portal traktujące o grach fabularnych - następnie Gwiezdnego Pirata.
Wydawnictwo Portal wydało wiele produktów RPG jak systemy: Neuroshima (obecnie powstała edycja 1.5 tego systemu) wraz z dodatkami czy Monastyr, również wraz z dodatkami. Wydawnictwo publikuje też tzw. gry nowej fali jak: Frankenstien faktoria, Baron Munchausen, Władcy losu, De Profundis czy Droga Ku Chwale, a także gry karciane (Zombiaki, Machina, Saloon, Gody, Spadamy!, 51. Stan) i planszowe (Neuroshima Hex!, Stronghold, Prêt-à-Porter).  Portal został również wydawcą czasopisma  "Świat Gier Planszowych", wydawanego od 2007 (od 2013 tylko w wersji cyfrowej).
Niektóre z gier fabularnych wydawnictwa zostały wydane za granicą: Frankeinstein faktoria - w Hiszpanii nakładem wydawnictwa Edge Entertainment (pierwsza polska gra fabularna wydana poza granicami kraju), a także De Profundis - w Anglii nakładem wydawnictwa Hogshead (tym samym stając się pełnoprawną częścią angielskiej serii New Style), w Hiszpanii nakładem wydawnictwa Edge Entertainment oraz w Niemczech, nakładem wydawnictwa Krimsus KK.
Większość gier planszowych wydawnictwa także posiada liczne edycje zagraniczne.
Do byłych lub obecnych pracowników firmy należą:
- Ignacy "trzewik" Trzewiczek - właściciel wydawnictwa
- Michał "MOracz" Oracz - dyrektor graficzny